# Anibare
Anibare é um distrito de Nauru, localizado na parte oriental da ilha de Nauru, Nauru é a maior região administrativa, mas também o município menos populoso. Possui uma população de 250 habitantes e uma área de 3,1 km². Sua densidade demográfica é de 80,65 h/km². Nesse distrito, se localiza a Baía de Anibare.
A altitude média é de 30 metros .

## Turismo

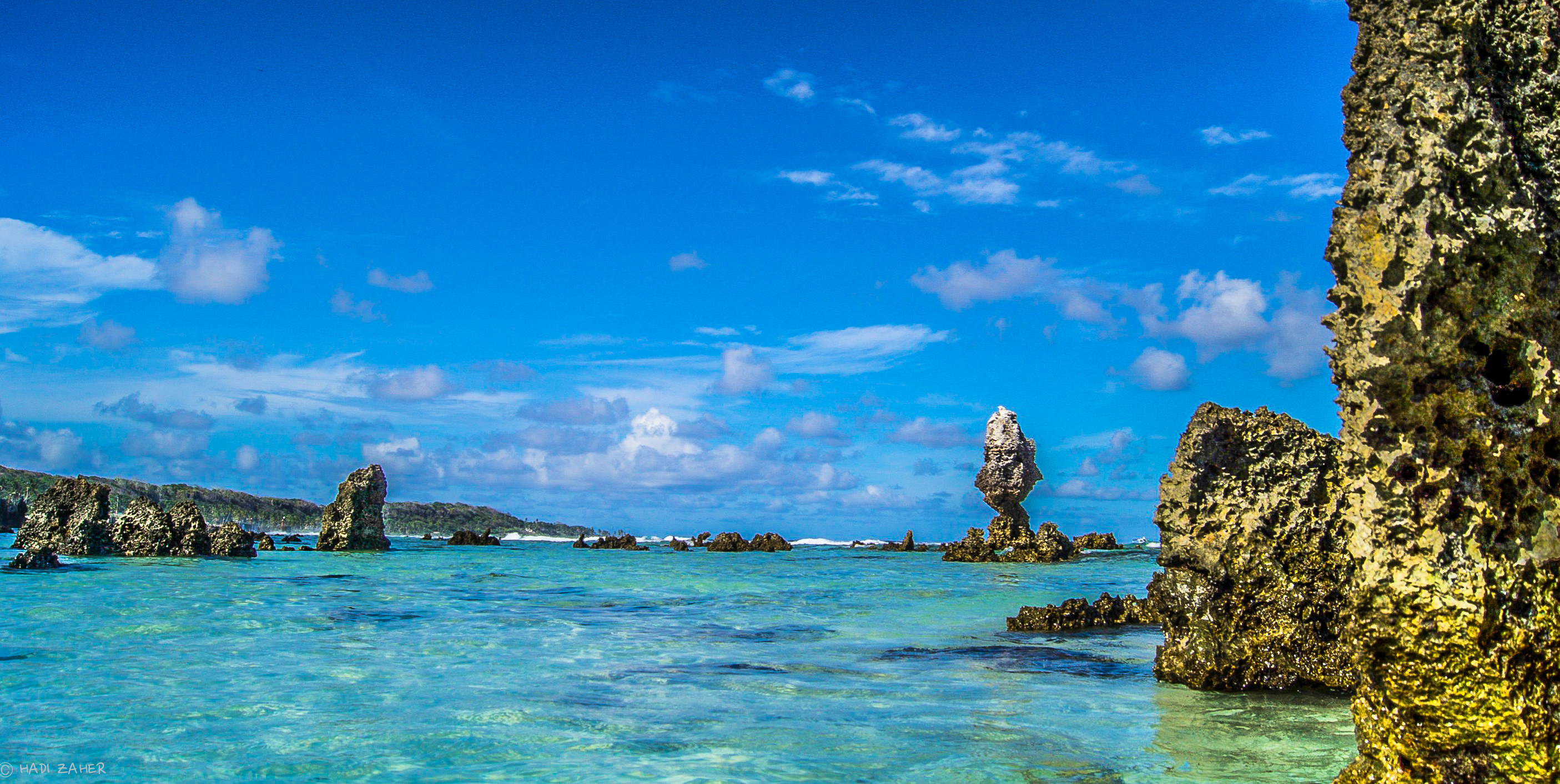

Neste distrito encontram-se as melhores praias da ilha, na baía de Anibare. É da ilha para nadar e surfar e é a principal atração turística da ilha. No litoral da região sudoeste de Nauru encontra-se o hotel Menen, um dos únicos hotéis da ilha.

## Porto e Minerais
No Distrito de Anibare, em 2002, com o auxílio do Japão , iniciou-se a construção de um porto em .

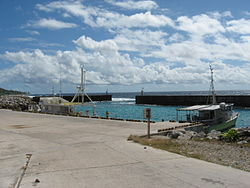
Porto de Anibare

Essa área é a região do planalto central da ilha, que é rica em Fosfatoexterno da mina portuária de saída.